# Vanča vas, Pokrče
Vanča vas (nemško Lanzendorf) je naselje v Občini Pokrče v Okraju Celovec-dežela na Koroškem v Avstriji.